# Часовой (телесериал)
«Часовой» — канадский телесериал впервые показан в США на канале UPN с 1996 до 1999. Позже, все серии были показаны на канале SyFy.

## Сюжет
Джим Эллисон — армейский рейнджер США, который провёл 18 месяцев в джунглях Перу после гибели его отряда. За это время его пять чувств обострились до сверхчеловеческих возможностей. Вернувшись в цивилизованный мир, он подавил в себе эти способности. Но через пять лет, когда Джин был следователем города Каскейд, штат Вашингтон, они вновь вернулись во время длительного ожидания в лесу. Решив, что с ним что-то не так, Джим идёт в больницу на обследование. Там он встречает антрополога Блэра Сэндбурга, который утверждает, что Джим является так называемым «Часовым». В древних племенах Часовые защищали деревни от врагов, используя свои сверхчувства. Для Джима такой деревней является город Каскейд. Блэр уже много лет изучает мифологию, связанную с Часовыми, но ни разу до сих пор не встречал живой экземпляр со всеми пятью гиперактивными чувствами.
Блэр помогает Джиму управлять своими чувствами и следует за ним в роли полицейского наблюдателя. К удивлению многих, это странное партнёрство удаётся, и им удаётся вместе раскрыть много преступлений в Каскейде.
Джим может видеть то, что не видит никто другой, даже в темноте. Он может слышать то, что не услышит другой. То же самое касается вкуса, обоняния и осязания. По сути, Джим является ходячей экспертной лабораторией. Но у его способностей есть и недостаток: если он слишком сильно сосредоточится на одной из способностей, все остальные чувства временно пропадают. Одна из задач Блэра — предотвращать это, а также помогать Джиму, когда такое происходит.
Единственный кроме Блэра, кто знает о способностях Джима — его начальник и друг Саймон Бэнкс. Также в последнем сезоне об этом узнаёт Меган Коннор.

## В ролях

### Главные
- Джим Эллисон — Ричард Бёрджи
- Блэр Сэндбург — Гаретт Мэггэрт
- Саймон Бэнкс — Брюс А. Янг
- Кэролин Пламмер — Келли Кёртис (1-й сезон)

### Второстепенные
- Меган Коннор — Анна Гэлвин
- Джоэл Тэггерт — Кен Эрл
- Детектив Браун — Генри Браун
- Детектик Рэйф — Риф Ван Ридж